# Ma femme me tue
Pour plus de détails, voir Fiche technique et Distribution.
Ma femme me tue (Faithful) est un film américain réalisé par Paul Mazursky, sorti en 1996.

## Synopsis
Une femme dépressive est trompée par son mari et envisage de se suicider. Elle change d'avis quand elle rencontre un tueur à gages, Tony, que son mari a engagé pour la tuer.

## Fiche technique
- Titre : Ma femme me tue
- Titre original : Faithful
- Réalisation : Paul Mazursky
- Scénario : Chazz Palminteri d'après sa pièce de théâtre
- Musique : Phillip Johnston
- Photographie : Fred Murphy et Conrad L. Hall
- Montage : Nicholas C. Smith
- Production : Robert De Niro et Jane Rosenthal
- Société de production : Miramax, New Line Cinema, Price Entertainment, Savoy Pictures et Tribeca Productions
- Société de distribution : New Line Cinema (États-Unis)
- Pays :  États-Unis
- Genre : Comédie noire
- Durée : 91 minutes
- Dates de sortie : 
  -  États-Unis : 3 avril 1996

## Distribution
- Cher : Margaret
- Chazz Palminteri : Tony
- Ryan O'Neal : Jack Connor
- Paul Mazursky : Dr. Susskind
- Amber Smith : Debbie
- Elisa Leonetti : Maria
- Mark Nassar : le petit ami de Maria

## Distinctions
Le film a été présenté en sélection officielle en compétition lors de Berlinale 1996.